# Abraxas unilineata
Abraxas unilineata là một loài bướm đêm trong họ Geometridae.